# Theodor Goldschmidt
Theodor Goldschmidt fou un compositor i editor musical suís nascut el 1867.
Especialitzat en la música religiosa per al servei de l'Església Reformada, va escriure nombroses obres, cantates, himnes, etc., i va reeditar els Salms de Heinrich Schütz.
Al seu país fundà i presidí l'Associació de Música Religiosa de Suïssa, l'orgue de la qual en la premsa, Der Evangelische Kirchenchor, dirigí des de 1896.